# Агински бурјатски аутономни округ
Агински бурјатски аутономни округ или Ага Бурјатија (рус. Агинский Бурятский автономный округ; бурјатски: Агын Буряадай автономито тойрог) је некадашњи аутономни округ у саставу Руске Федерације. Постојао је од 1937. године, а расформиран је 1. марта 2008. године, да би, заједно са некадашњом Читинском области, формирао нови Забајкалски крај. Ага Бурјатија данас има статус рејона у саставу Забајкалског краја (види: Агински бурјатски округ).
Округ је имао површину од 19.312,3 km² и 72.213 становника по попису из 2002.